# Gabriel Acacius Coussa
Gabriel Acacius Coussa (Aleppo, 3 agosto 1897 – Roma, 29 luglio 1962) è stato un cardinale e arcivescovo cattolico siriano.

## Biografia
Gabriel Acacius Coussa nacque ad Aleppo il 3 agosto 1897 da Rizcallah Coussa e sua moglie, Suzanne.
Papa Giovanni XXIII lo elevò al rango di cardinale nel concistoro del 19 marzo 1962.
Ebbe la presidenza della Congregazione per la codificazione del diritto canonico delle Chiese orientali.
Morì il 29 luglio 1962 all'età di 64 anni.

## Genealogia episcopale
La genealogia episcopale è:
- Cardinale Scipione Rebiba
- Cardinale Giulio Antonio Santori
- Cardinale Girolamo Bernerio, O.P.
- Arcivescovo Galeazzo Sanvitale
- Cardinale Ludovico Ludovisi
- Cardinale Luigi Caetani
- Cardinale Ulderico Carpegna
- Cardinale Paluzzo Paluzzi Altieri degli Albertoni
- Papa Benedetto XIII
- Papa Benedetto XIV
- Papa Clemente XIII
- Cardinale Bernardino Giraud
- Cardinale Alessandro Mattei
- Cardinale Pietro Francesco Galleffi
- Cardinale Filippo de Angelis
- Cardinale Amilcare Malagola
- Cardinale Giovanni Tacci Porcelli
- Papa Giovanni XXIII
- Cardinale Gabriel Acacius Coussa, B.A.